# Sonic Brew
Sonic Brew è il primo album in studio del gruppo musicale heavy metal statunitense Black Label Society, pubblicato nel 1999 dalla Spitfire Records e in seguito dalla Armoury Records.

## Tracce
1. Bored to Tears – 4:28
2. The Rose Petalled Garden – 4:55
3. Hey You (Batch of Lies) – 3:53
4. Born to Lose – 4:23
5. Peddlers of Death – 4:33
6. Mother Mary – 4:26
7. Beneath the Tree – 4:09
8. Low Down – 5:04
9. T.A.Z. – 1:56
10. Lost My Better Half – 4:24
11. Black Pearl – 3:27
12. World of Trouble – 5:20
13. Spoke in the Wheel – 4:13
14. The Beginning... At Last – 4:26
15. No More Tears (Traccia bonus) – 6:57

## Formazione
- Zakk Wylde – voce, chitarra, basso, tastiere, chitarra acustica
- Phil Ondich – batteria

Ospiti
- Mike Inez - basso (No More Tears)